# Thiocétone

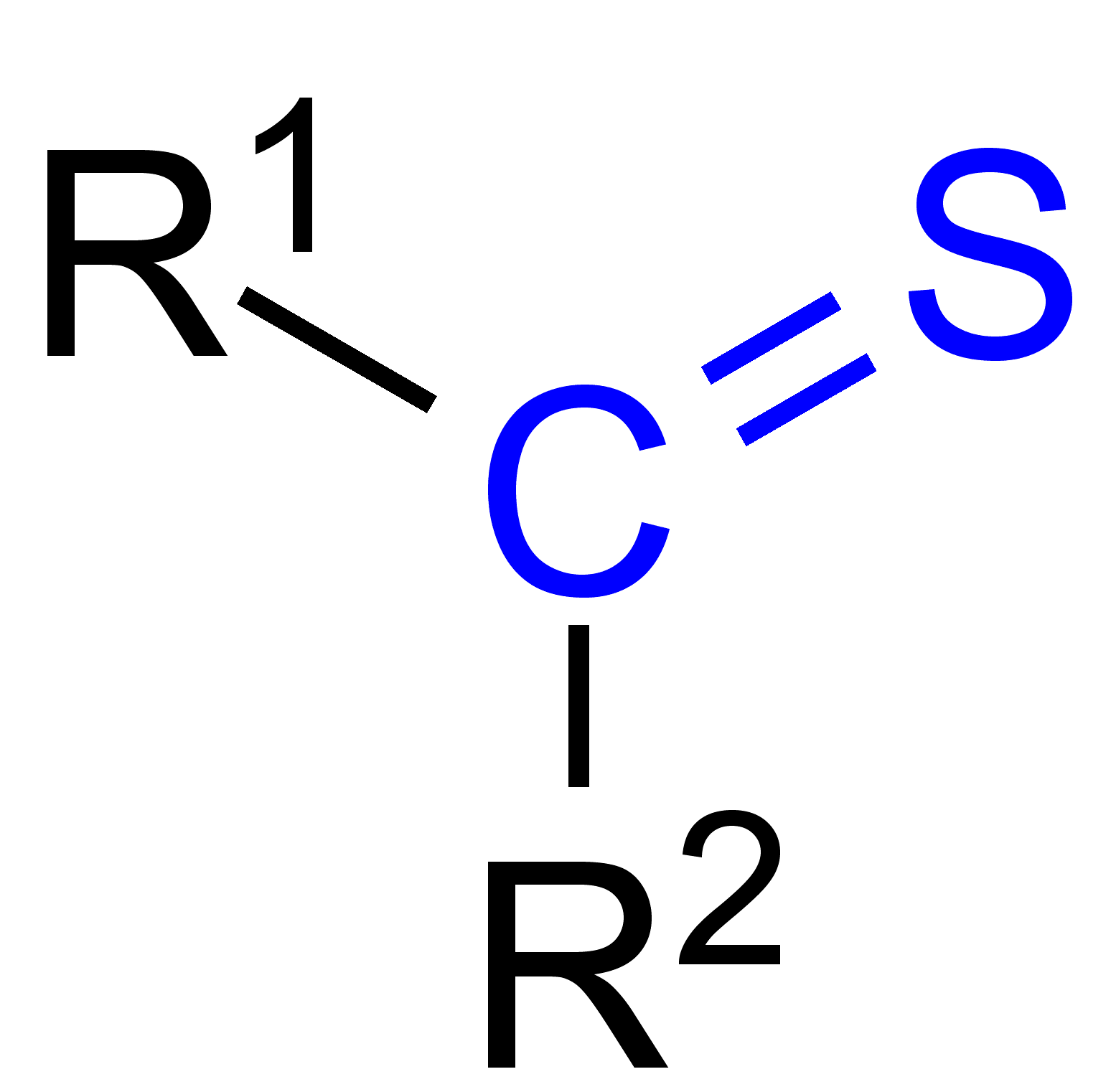
Structure d'une thiocétone

Une thiocétone, parfois aussi appelée thione, est un composé organosulfuré analogue des cétones. Elle contient ainsi un groupe fonctionnel thiocarbonyle -C(=S)- où l'atome de carbone est par ailleurs relié à deux groupes alkyles, contrairement aux thioaldéhydes où le carbone est lié à au moins un atome d'hydrogène. Les thiocétones sont en général moins stables que les cétones. La plus simple des thiocétones est la thioacétone.

## Propriétés physico-chimiques

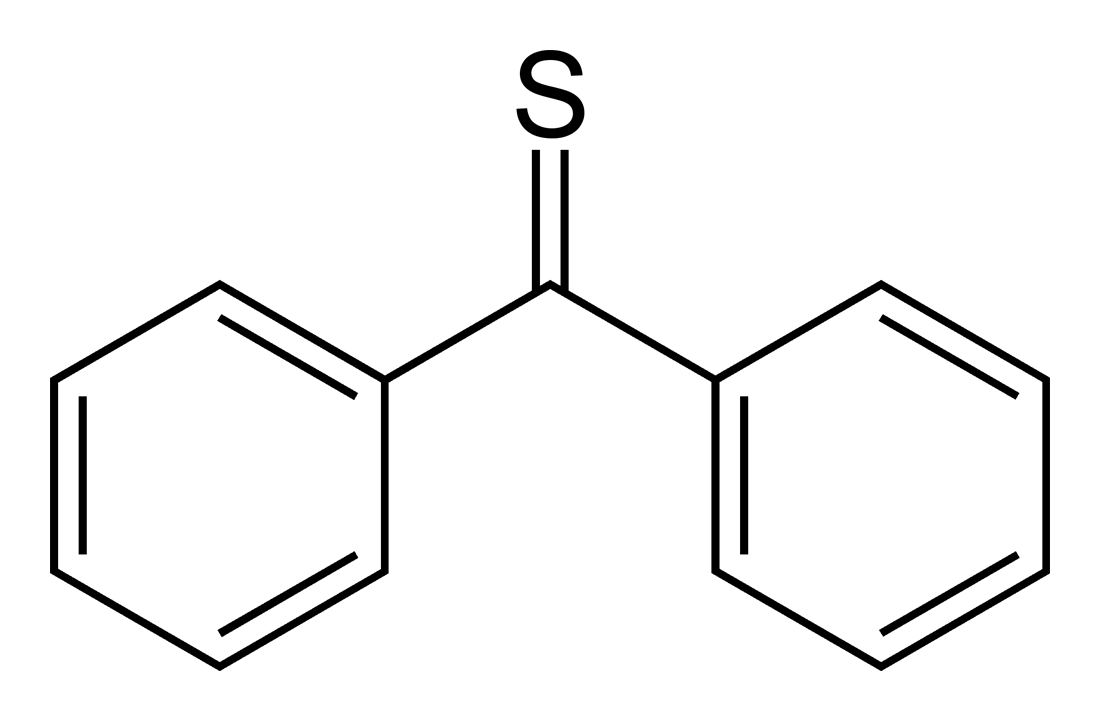
Formule squelettique de la thiobenzophénone

Deux caractéristiques principales différencient les thiocétones des autres carbonyles : à cause des plus hautes énergies des orbitales p du soufre, le groupe thiocarbonyle est plus réactif et a tendance à former des oligomères sauf dans des cas particuliers comme pour la thiobenzophénone.
De plus, la double liaison entre le carbone et le soufre est moins polarisée du fait d'une différence d'électronégativité moindre entre ces 2 atomes. Ceci réduit la sélectivité en cas d'addition nucléophile.
Les thiocétones sont en général plus stables que les thioaldéhydes.

## Synthèse

### Thionation
La thionation de composés cétones est la voie la plus commune pour la synthèse de thiocétones. Le réactif de Lawesson est actuellement le réactif le plus utilisé pour ce type de réaction.